# Carlos Arango
Carlos Arango Medina (Santa Marta; 31 de enero de 1928-Los Ángeles, 15 de agosto de 2014) fue un futbolista colombiano.

## Biografía
Se inició para el fútbol en el Once Caldas, en el año 1948; primeramente, el 20 de diciembre de 1946, hizo parte del equipo de Colombia que ganó en Barranquilla, el título de campeón de los Juegos Centroamericanos y del Caribe.
El partido final, frente a Panamá terminó con el triunfo de Colombia por 2-1. El gol del triunfo lo alcanzó Carlos Arango, al rematar con golpe de cabeza un centro de Rigoberto García, en el minuto once del tiempo final. Aquel equipo contó con la dirección técnica del peruano José Arana Cruz. En 1957, con motivo del campeonato Suramericano de Mayores en Lima Perú, el equipo nacional de Colombia alcanzó su primer gran triunfo internacional, frente al poderoso equipo de Uruguay. Colombia triunfó por anotación de 1-0. La diana de la victoria la concretó Carlos Arango Medina a los 27 minutos de la parte inicial, al recibir habilitación del puntero Alejandro Carrillo. El gol lo hizo en el arco de Roger Bernardico. Ese triunfo, del 17 de marzo de 1957, pasó con letras de oro a la historia del fútbol nacional. Falleció el 12 de agosto de 2014, en Los Ángeles a los 86 años.

## Selección nacional

### Participaciones en el Campeonato Sudamericano
| Copa América                 | Sede    | Resultado | Goles |
| ---------------------------- | ------- | --------- | ----- |
| Campeonato Sudaméricano 1947 | Ecuador | 8º lugar  | 1     |
| Campeonato Sudaméricano 1957 | Perú    | 5º lugar  | 3     |
| Campeonato Sudamericano 1963 | Bolivia | 7º lugar  | 0     |

### Participaciones en eliminatorias
| Copa América                | Resultado | Goles |
| --------------------------- | --------- | ----- |
| Eliminatorias a Suecia 1958 | 8º lugar  | 1     |

### Participaciones Juegos Centroamericcanos y del Caribe
| Copa América   | Sede     | Resultado | Goles |
| -------------- | -------- | --------- | ----- |
| Juegos de 1947 | Colombia | Campeón   | 4     |

## Clubes
| Club                   | País      | Año         |
| ---------------------- | --------- | ----------- |
| Deportes Caldas        | Colombia  | 1948-1950   |
| Unión Magdalena        | Colombia  | 1950        |
| Atlético Nacional      | Colombia  | 1951        |
| Independiente Santa Fe | Colombia  | 1952 - 1954 |
| Independiente Medellín | Colombia  | 1955 - 1956 |
| Cúcuta Deportivo       | Colombia  | 1956        |
| Independiente Santa Fe | Colombia  | 1957 - 1958 |
| Morelia                | México    | 1959        |
| Unión Magdalena        | Colombia  | 1960 - 1961 |
| Millonarios            | Colombia  | 1961 - 1963 |
| Litoral F.C.           | Venezuela | 1963 - 1967 |

## Palmarés

### Campeonatos nacionales
| Título                | Club                   | País     | Año  |
| --------------------- | ---------------------- | -------- | ---- |
| Campeonato colombiano | Deportivo Caldas       | Colombia | 1950 |
| Campeonato colombiano | Independiente Medellín | Colombia | 1955 |
| Campeonato colombiano | Santa Fe               | Colombia | 1958 |
| Campeonato colombiano | Millonarios            | Colombia | 1961 |
| Campeonato colombiano | Millonarios            | Colombia | 1962 |
| Campeonato colombiano | Millonarios            | Colombia | 1963 |
| Copa Colombia         | Millonarios            | Colombia | 1963 |

#### Títulos internacionales
| Título                                 | Club                  | Sede     | Año  |
| -------------------------------------- | --------------------- | -------- | ---- |
| V Juegos Centroamericanos y del Caribe | Selección de Colombia | Colombia | 1946 |

(*) Incluyendo la Selección